# Youmacon
Youmacon là hội chợ anime thường niên kéo dài trong ba ngày thường được tổ chức trong tháng 11 tại tòa nhà Detroit Marriott nằm tại Renaissance Center và trung tâm hội nghị Huntington Place ở thành phố Detroit, bang Michigan. Youmacon được lấy cảm hứng từ một số hội chợ anime khác bao gồm Anime Central và Ohayocon, trong tên "Youmacon" của hội chợ có từ tiếng Nhật "youma" (妖魔, Yōma) có nghĩa là ma hoặc quỷ. Hội chợ do Morgan Kollin thành lập vào năm 2005, là hội chợ anime/trò chơi lớn nhất ở Michigan. Midwest Media Expo từng là hội chợ chị em của nó.

## Nội dung hoạt động
Một số hoạt đông tiêu biểu như nhạc anime, gian hàng của các họa sĩ, các quầy bán hàng hóa, vũ hội hóa trang từ thiện, các buổi trình diễn, cosplay, thi hóa trang, thi năng khiếu, giải đấu game, karaoke, biểu diễn âm nhạc, các buổi tiệc âm nhạc, cà phê hầu gái, chương trình Mystery Science Theater 4000, trò chơi Mario Party và Donkey Kong do người đóng, các trò chơi trên bàn (tabletop game), trò chơi video.
Hội chợ diễn ra liên tục 24 giờ tại trung tâm hội nghị Huntington Place. Việc di chuyển qua lại giữa hai địa điểm từ tòa nhà Detroit Marriott thuộc Renaissance Center đến trung tâm hội nghị Huntington Place mất khoảng 15 phút đi bộ. Hội chợ Cosplay Ball năm 2013 mang đến nhiều lợi ích cho Viện Nghệ thuật Detroit (DIA). Hội chợ trong ba năm 2009, 2010 và 2014 mang đến nhiều lợi ích cho trường Cornerstone của Detroit. Lễ hội hóa trang từ thiện năm 2017 và năm 2019 giúp ích cho bệnh viện nhi Michigan.

## Lịch sử
Hội chợ Youmacon đầu tiên mất đến bốn năm để lên kế hoạch. Năm 2010, trung tâm Cobo (hiện tại là trung tâm hội nghị Huntington Place) đã dùng $279 triệu đô la để tu tạo và hoàn thành trong năm 2015. Hội chợ năm 2012 nhận về một số than phiền bao gồm việc mất thời gian di chuyển qua lại giữa hai địa điểm tổ chức (khoảng 15 phút đi bộ) và thời gian chờ xếp hàng để đăng ký tham gia. Tính đến năm 2014, Youmacon là một trong những khách hàng lớn của tòa nhà Marriott và cũng là sự kiện duy nhất sử dụng toàn bộ không gian sảnh họp và 1.300 phòng khách sạn. Vào năm 2014, trung tâm Renaissance Center cấm các khách tham dự mang theo vũ khí giả và mang mặt nạ che mất khuôn mặt. Origa (ca sĩ người Nga) không thể đến Mỹ từ Canada để tham dự buổi diễn ở Youmacon 2014 do không có P visa. Tại Youmacon 2016, quán cà phê hầu gái kéo dài đến hai ngày thay vì một ngày như thường lệ, trung tâm Renaissance Center đang sữa chữa, các phòng hội thảo bố trí tại trung tâm Cobo Center khá rối rắm và khó xác định vị trí. Các sự kiện diễn ra vào thứ năm tại Youmacon 2017 được mở cửa tự do, không yêu cầu người tham gia phải đăng ký trước. Youmacon 2017 đã cải thiện vấn đề thang máy, xử lý tốt thời gian chờ để tham gia các trò chơi trong phòng trò chơi, tuy nhiên việc các bản in lịch trình bị lỗi dẫn đến việc có nhiều thông tin sai.
Youmacon 2020 bị hủy do đại dịch COVID-19, thay vào đó là một sự kiện trực tuyến. Việc hủy bỏ hội chợ đã bị trì hoãn do các vấn đề hợp đồng liên quan đến việc ngừng hoạt động trong đại dịch COVID-19. Trong Youmacon 2021, dịch vụ di chuyển giữa các địa điểm tổ chức không có sẵn, hội chợ có cung cấp phương tiện di chuyển cho những người tham dự cụ thể nếu có nhu cầu, bao gồm các cosplayer người khuyết tật hay những khách tham dự hạn chế khả năng vận động.

### Sự kiện
| Thời gian                           | Địa điểm | Số người tham dự   | Khách mời |
| ----------------------------------- | --- | ------------------ | --- |
| 11-13 tháng 11 năm 2005             | Hilton Detroit/Troy, tại thành phố Troy, Michigan                                                                                       | 1.078              | David Anez, Johnny Yong Bosch, Emily DeJesus, Robert DeJesus, Eyeshine, Caitlin Glass, Bruce Kalish, Yuri Lowenthal, Monica May, Vic Mignogna, Tara Platt, Alycia Purrott, Kristine Sa, The Spoony Bards và Chris Violette. |
| 3-5 tháng 11 năm 2006               | Hilton Detroit/Troy, tại thành phố Troy, Michigan                                                                                       | 2.125              | Captain Lou Albano, David Anez, Chris Cason, Caitlin Glass, Matt Hill, Tony Oliver, Patrick Seitz, Kevin Siembieda, The Spoony Bards, Moy Tung và Brett Weaver. |
| 1-4 tháng 11 năm 2007               | Hilton Detroit/Troy, tại thành phố Troy, Michigan                                                                                       | 3.119              | Johnny Yong Bosch, Emily DeJesus, Robert DeJesus, Eyeshine, Quinton Flynn, Caitlin Glass, Wayne Grayson, Hyper-Strike, Lemon Demon, Jeff Nimoy, Patrick Seitz, Stephanie Sheh, Michael Sinterniklaas và The Spoony Bards. |
| 30 tháng 10 đến 2 tháng 11 năm 2008 | Hyatt Regency Dearborn, tại thành phố Dearborn, Michigan                                                                                | 4.494              | Caitlin Glass, Wayne Grayson, Kyle Hebert, Walter E. Jones, Evelyn Lanto, Trish Ledoux, Lemon Demon, Mark Musashi, My Dear Disco, Paulie Schrier, Patrick Seitz, Michael Sinterniklaas, The Spoony Bards và Toshifumi Yoshida. |
| 29 tháng 10 đến 1 tháng 11 năm 2009 | Hyatt Regency Dearborn, tại thành phố Dearborn, Michigan                                                                                | 6.200              | Curtis Arnott, Laura Bailey, Martin Billany, Cowboy Shogun, Scott Frerichs, Caitlin Glass, Wayne Grayson, Kyle Hebert, Anthony Kresky, Nick Landis, Lemon Demon, Lewis Lovhaug, My Dear Disco, Lawrence Simpson, Michael Sinterniklaas, The Spoony Bards, Brad Swaile, Joe "Angry Joe" Vargas, Doug Walker và Travis Willingham. |
| 28-31 tháng 10 năm 2010             | Tòa nhà Detroit Marriott thuộc Renaissance Center và trung tâm hội nghị Huntington Place, tại thành phố Detroit, Michigan               |                    | Curtis Arnott, Martin Billany, Scott Frerichs, Caitlin Glass, Todd Haberkorn, Anthony Kresky, Nick Landis, Lemon Demon, Vic Mignogna, Christopher Robin Miller, Marianne Miller, Patrick Seitz, Lawrence Simpson, The Spoony Bards và Brad Swaile. |
| 3-6 tháng 11 năm 2011               | Tòa nhà Detroit Marriott thuộc Renaissance Center và trung tâm hội nghị Huntington Place, tại thành phố Detroit, Michigan               | 10.375             | Sola "BurnYourBra" Adesui, Arc Impulse, Curtis Arnott, Tia Ballard, Martin Billany, Ryan "Inthul" Burke, James Carter Cathcart, Ben Creighton, Scott Frerichs, Yan "Kern" Gagne, Fred Gallagher, Mary "Kite" Garren, Caitlin Glass, Eduardo "PR Balrog" Pérez-Frangie Izquierdo, Josh Keaton, Anthony Kresky, Nick Landis, Reuben Langdon, Lemon Demon, Lewis Lovhaug, Rene "Kor" Maisty, Vic Mignogna, Christopher Robin Miller, Marianne Miller, Chris Niosi, Rhonda "Tranquil" Patterson, Potter Puppet Pals, Powerglove, Lawrence Simpson, Marc Soskin, Jon St. John, Sonny Strait, Corinne Sudberg, Brad Swaile, Michael "Mookie" Terracciano và Tom Wayland.         |
| 104 tháng 11 năm 2012               | Tòa nhà Detroit Marriott thuộc Renaissance Center và trung tâm hội nghị Huntington Place, tại thành phố Detroit, Michigan               | 12.156             | 91.8 The Fan, Tia Ballard, Martin Billany, James Carter Cathcart, Fred Gallagher, Caitlin Glass, Todd Haberkorn, Cherami Leigh, Lemon Demon, Lewis Lovhaug, Scott McNeil, Potter Puppet Pals, Random Gibberish, Paulie Schrier, Michael Sinterniklaas, Jon St. John, Steam Powered Giraffe, Sonny Strait, Brad Swaile, Doug Walker và Shinichi Watanabe. |
| 31 tháng 10 đến 3 tháng 11 năm 2013 | Tòa nhà Detroit Marriott thuộc Renaissance Center và trung tâm hội nghị Huntington Place (Cobo Center), tại thành phố Detroit, Michigan | 14.496             | 91.8 The Fan, Curtis Arnott, Tia Ballard, Martin Billany, Ben Creighton, D.C. Douglas, David Eddings, Scott Frerichs, Fred Gallagher, Caitlin Glass, Garth Graham, Todd Haberkorn, Kyle Hebert, Adrian Hough, Chuck Huber, Michele Knotz, Nick Landis, Loverin Tamburin, Lewis Lovhaug, Christopher Robin Miller, Sarah Natochenny, Ken Pontac, Random Gibberish, Anthony Sardinha, Jan Scott-Frazier, Lawrence Simpson, Jon St. John, Steam Powered Giraffe, Sonny Strait, Corinne Sudberg, Sarah "Sully" Sullivan, Brad Swaile, Michael "Mookie" Terracciano và Tom Wayland.                                                                                             |
| 30 tháng 10 đến 2 tháng 11 năm 2014 | Tòa nhà Detroit Marriott thuộc Renaissance Center và trung tâm hội nghị Huntington Place, tại thành phố Detroit, Michigan               | 16.300             | 91.8 The Fan, Curtis Arnott, Tia Ballard, Steve Bennett, Martin Billany, Steven Blum, Kevin Bolk, Johnny Yong Bosch, Ben Creighton, Robbie Daymond, D.C. Douglas, David Eddings, Scott Frerichs, Fred Gallagher, Caitlin Glass, Todd Haberkorn, Michael Hecht, Anthony Kresky, Lauren Landa, Nick Landis, Lewis Lovhaug, Joel McDonald, Jessi Nowack, Tony Oliver, Ken Pontac, Raj Ramayya, Random Gibberish, Tyson Rinehart, Anthony Sardinha, Jan Scott-Frazier, Patrick Seitz, Lawrence Simpson, Meredith Sims, Ian Sinclair, Jon St. John, Steam Powered Giraffe, Ciarán Strange, Corinne Sudberg, Brad Swaile, David Vincent, Howard Wang, Noah Watts và Tom Wayland. |
| 29 tháng 10 đến 1 tháng 11 năm 2015 | Tòa nhà Detroit Marriott thuộc Renaissance Center và trung tâm hội nghị Huntington Place, tại thành phố Detroit, Michigan               | 19.200             | 91.8 The Fan, Curtis Arnott, Martin Billany, Amber Lee Connors, Robbie Daymond, Lucien Dodge, D.C. Douglas, David Eddings, Carlos Ferro, Scott Frerichs, Todd Haberkorn, Mike Hecht, Adrian Hough, Chuck Huber, Nick Landis, Lewis Lovhaug, Joel McDonald, Erica Mendez, Vic Mignogna, Jessi Nowack, Lisa Ortiz, Ken Pontac, Random Gibberish, Anthony Sardinha, Lawrence Simpson, Ian Sinclair, Jon St. John, Steam Powered Giraffe, Ciarán Strange, Corinne Sudberg, Brad Swaile, Austin Tindle, Cristina Vee, and Jun Senoue (Crush 40). |
| 3-6 tháng 11 năm 2016               | Tòa nhà Detroit Marriott thuộc Renaissance Center và trung tâm hội nghị Huntington Place, tại thành phố Detroit, Michigan               | 21.036             | 91.8 The Fan, Curtis Arnott, Kevin Bolk, Chris Cason, Ben Creighton, Charles Dunbar, David Eddings, Scott Frerichs, Fred Gallagher, Todd Haberkorn, Kyle Hebert, Nick Landis, Comfort Love, Lewis Lovhaug, Yuri Lowenthal, Joel McDonald, Vic Mignogna, Lisa Ortiz, Tara Platt, Chris Rager, Monica Rial, Ryter Rong, Anthony Sardinha, Ian Sinclair, Mike Sinterniklaas, Jon St. John, Steam Powered Giraffe, Ciarán Strange, J. Michael Tatum, Austin Tindle, Cristina Vee và Adam Withers. |
| 2-5 tháng 11 năm 2017               | Tòa nhà Detroit Marriott thuộc Renaissance Center và trung tâm hội nghị Huntington Place, tại thành phố Detroit, Michigan               | 22.142             | 91.8 The Fan, Steve Bennett, Kevin Bolk, Dameon Clarke, Samuel "Uncle Kage" Conway, Mr. Creepy Pasta, D.C. Douglas, David Eddings, Chad Evett, G. D. Falksen, Fred Gallagher, Todd Haberkorn, Junichi Hayama, Sawa Kato, Kawaii Besu, Evelyn Kriete, Tawny Letts, Erica Lindbeck, Andrew Love, Comfort Love, Lewis Lovhaug, Bryan Massey, Joel McDonald, Mega Ran, Vic Mignogna, Randy Milholland, Cassandra Lee Morris, NateWantsToBattle, Jake Paque, Tyson Rinehart, Ring of Steel, Keith Silverstein, Ian Sinclair, Jon St. John, Ciarán Strange, Eric Stuart, Austin Tindle, Cristina Vee, Billy West và Mamoru Yokota.                                               |
| 1-4 tháng 11 năm 2018               | Tòa nhà Detroit Marriott thuộc Renaissance Center và trung tâm hội nghị Huntington Place, tại thành phố Detroit, Michigan               | dự tính hơn 21.000 | 91.8 The Fan, Kevin Bolk, Capcom Live!, Ray Chase, Samuel "Uncle Kage" Conway, Robbie Daymond, Richard Epcar, Fred Gallagher, Brad "Duct-Tape" Hale, Junichi Hayama, Samantha Inoue-Harte, Anthony Kresky, Wendee Lee, Cherami Leigh, Comfort Love, Jason Charles Miller, Max Mittelman, Lisa Ortiz, Jake Paque, Ring of Steel, Carrie Savage, Erica Schroeder, Hiroshi Shiibashi, Shigefumi Shingaki, Mike Sinterniklaas, Jon St. John, Ellyn Stern, J. Michael Tatum, Adam Withers và Mamoru Yokota. |
| 31 tháng 10 đến 3 tháng 11 năm 2019 | Tòa nhà Detroit Marriott thuộc Renaissance Center và trung tâm hội nghị Huntington Place, tại thành phố Detroit, Michigan               |                    | Dameon Clarke, Trae Dorn, D.C. Douglas, Maile Flanagan, Jim Foronda, Fred Gallagher, Brianna Knickerbocker, Comfort Love, Yuri Lowenthal, Mark C. MacKinnon, Mega Ran, Amanda C. Miller, Colleen O'Shaughnessey, Tara Platt, Tyson Rinehart, Ring of Steel, Tara Sands, Scarfing Scarves, Shing02, Micah Solusod, Jon St. John, Ciarán Strange, Substantial, Corinne Sudberg, David Vincent và Adam Withers. |
| 29 tháng 10 đến 1 tháng 11 năm 2020 | Hội chợ trực tuyến |                    | |
| 28-31 tháng 10 năm 2021             | Tòa nhà Detroit Marriott thuộc Renaissance Center và trung tâm hội nghị Huntington Place, tại thành phố Detroit, Michigan               |                    | Mori Calliope, SungWon Cho, Jessie Flower, Blake Anthony Foster, MC Frontalot, Katelyn Gault, Walter E. Jones, Billy Kametz, Takanashi Kiara, MC Lars, Cricket Leigh, Erica Lindbeck, Comfort Love, Kyle McCarley, Joel McDonald, Mega Ran, Tony Oliver, Tyson Rinehart, Zeno Robinson, Schäffer the Darklord, Jonah Scott, Keith Silverstein, Ciarán Strange, Corinne Sudberg và Adam Withers. |
| 3-6 tháng 11 năm 2022               | Tòa nhà Detroit Marriott thuộc Renaissance Center và trung tâm hội nghị Huntington Place, tại thành phố Detroit, Michigan               |                    | A.J. Beckles, Kara Edwards, Blake Anthony Foster, Katelyn Gault, Walter E. Jones, Anthony Kresky, Comfort Love, Kyle McCarley, Brandon Jay McLaren, Mega Ran, Kayli Mills, Tony Oliver, Chris Patton, Anairis Quiñones, Jonah Scott, Keith Silverstein, Selwyn Jaydon Ward và Adam Withers. |
| 2-5 tháng 11 năm 2023               | Tòa nhà Detroit Marriott thuộc Renaissance Center và trung tâm hội nghị Huntington Place, tại thành phố Detroit, Michigan               |                    | |